# さよならイエスタデイ
「さよならイエスタデイ」はTUBEの13作目のシングル。1991年7月1日にSony Recordsから発売された。規格品番：8センチCD（SRDL3320）CT（SRSL3288）。

## 概要
本作より1994年までシングル売上50万枚以上をコンスタントに記録。ベスト・アルバムのみ収録の楽曲。
表題曲はラテンリズムの楽曲で歌詞は女性言葉。女性言葉の歌詞のシングルは本作が初めてである。
翌年発売のアルバム『Smile』、『納涼』には収録されず、オリジナルアルバム未収録となり、1996年発売のベストアルバム『TUBEst II』にて初めてアルバムに収録された。
カップリング曲「A Time For Love」はカセット、CDが廃盤になって以降、長い間アルバム未収録で入手困難な状況が続いたが、2025年6月14日に各配信サイトでのダウンロード配信及びサブスクリプション配信が開始された。

## 収録曲
| 全作詞: 前田亘輝、全作曲: 春畑道哉、全編曲: TUBE。 |                          |          |            |      |
| #                                                  | タイトル                 | 作詞     | 作曲・編曲 | 時間 |
| 1.                                                 | 「さよならイエスタデイ」 | 前田亘輝 | 春畑道哉   | 3:58 |
| 2.                                                 | 「A Time For Love」      | 前田亘輝 | 春畑道哉   | 3:59 |
| 合計時間:                                          | 合計時間:                | 7:57     |            |      |

| 全作詞: 前田亘輝、全作曲: 春畑道哉、全編曲: TUBE。 |                                                 |          |            |      |
| #                                                  | タイトル                                        | 作詞     | 作曲・編曲 | 時間 |
| 1.                                                 | 「さよならイエスタデイ」                        | 前田亘輝 | 春畑道哉   | 3:58 |
| 2.                                                 | 「さよならイエスタデイ (オリジナル・カラオケ)」 | 前田亘輝 | 春畑道哉   | 3:58 |
| 3.                                                 | 「A Time For Love」                             | 前田亘輝 | 春畑道哉   | 3:59 |
| 4.                                                 | 「A Time For Love (オリジナル・カラオケ)」      | 前田亘輝 | 春畑道哉   | 3:59 |
| 合計時間:                                          | 合計時間:                                       | 15:54    |            |      |

## 収録アルバム
- オリジナル・カラオケ (#2(シングル・カセット))
- TUBEst II (#1)
- TUBEst III (#1、Re-newed)
- MIX TUBE-Remixed by Piston Nishizawa- （#1、リミックス）
- Best of TUBEst 〜All Time Best〜 (#1)
- 35年で35曲 “夏と恋” ～夏の数だけ恋したけど～（#1、リミックス）
- All Singles TUBEst -Blue- (#1)

## タイアップ
さよならイエスタデイ
- コニカ「撮りっきりコニカ」CMソング

## カバー
- 細川たかし - 2009年4月22日発売のアルバム『 エンカのチカラ -GORGEOUS 90's-00's-』に収録。

## 参加ミュージシャン
- 小野塚晃（DIMENSION）：キーボード
- 沓野行秀（Riding）：パーカッション
- 栗林誠一郎：コーラス